# Tiberius Claudius Aristokles
Tiberius Claudius Aristokles, auch Aristokles aus Pergamon (altgriechisch Άριστοκλῆς Aristoklḗs) war ein antiker griechischer Philosoph, der zur Schule der Peripatetiker gehörte und später Sophist wurde. Er wirkte im 2. Jahrhundert.
Aristokles stammte aus Pergamon. Er gehörte zunächst den Peripatetikern an, wandte sich jedoch in Rom durch Deklamationen des Herodes Atticus dem Sophismus zu. In Pergamon unterrichtete Aristokles später Schüler, die ihm Herodes sandte. Phrynichos widmete ihm zwischen 166 und 177 mehrere Bücher seiner Praeparatio Sophistica. Er wurde in den Römischen Senat gewählt und erreichte als höchstes Amt das des Suffektkonsuls. Er erreichte ein hohes Alter und starb um das Jahr 180. Er schrieb fünf Bücher über Rhetorik, zudem Deklamationen und Briefe.